# 経済体系
経済体系（けいざいたいけい、英: Economic system, Economic order）とは、社会またはある地域内において、生産・資源配分・財とサービスの分配を行うシステムである。経済体制（けいざいたいせい）、経済システムとも呼ばれる。その領域内における経済構造を構成する様々な制度・機関・事業体・意思決定過程・消費パターンの組み合わせからなる。

## 概要
経済体系は社会体制の一部であり、法体系、政治システム、文化などと階層的に同等であると考えることができる。マルクス経済学などにおいては、類似の概念を、特に生産側に着目する形で生産様式と表現することもある。
全ての経済体系は、以下に示す4つの基本的な経済問題に直面し、解決しなければならない。
- どのような種類と量の商品を生産するか。
- どのように商品を生産するか。
- 生産物をどのように分配するか。
- いつ生産するか。

それぞれの経済体系がどのようにこれらの問題を解決するかは、経済学における主要な関心の一つである。
経済体系の研究は、その体系を構成する機関や組織などの結びつき方、それらの間での情報のやり取り（所有権理論や経営構造を含む）、システム内の社会的関係などを対象とする。特定のイデオロギーや政治システムは、経済体系としばしば強い相関関係がある。そのため、経済体系の分析は伝統的に市場経済と計画経済の二項対立や比較、資本主義と共産主義の区別などに焦点を当てていた。しかし、伝統的な二分法に当てはまらない現実が観察されるようになったこと、それらから新たな経済モデルが導かれたことなどから、経済体系の分類は新たな枠組みを取り入れていった。実際に多くの経済体系は、その範囲を明確に区分できるものではなく、境界において互いに重複し合う領域を持つと考えられている。例えば今日の世界においては、市場志向でありながら政府の規制や公共部門の役割をかなりの程度含む混合経済に基づく経済体制が優勢であるとされている。また、これらの大きな枠組み以外にも、より細かく専門分化された経済体系の分類が存在する。

## 経済体系の一覧
- 資本主義
- 共産主義
- 重商主義
- 集産主義
- 封建制
- 市場経済
- 計画経済
- 混合経済
- 修正資本主義